# Síndrome de Bálint
El síndrome de Bálint es un conjunto de síntomas caracterizados por 
- Ataxia óptica  (trastorno de la coordinación entre la visión y el movimiento de la mano) y potenciales problemas en el cálculo de distancias relacionados con esta.
- Parálisis psíquica de la mirada también llamada ataxia ocular, apraxia de la mirada o apraxia oculomotora.
- Trastorno general de la atención visual.

Fue el neurólogo húngaro Rudolph Bálint quien descubrió estos síntomas en un paciente y los ligó a lesiones de origen parietooccipital bilaterales, que se descubrieron en el cerebro de su paciente durante una autopsia.